# Pont-Trambouze
Pont-Trambouze és un municipi delegat francès, situat al departament del Roine i a la regió d'Alvèrnia Roine-Alps. L'any 2007 tenia 490 habitants.
L'1 de gener de 2016, Pont-Trambouze va fusionar amb Cours-la-Ville i Thel i formar el municipi nou de Cours.

## Demografia

### Població
El 2007 la població de fet de Pont-Trambouze era de 490 persones. Hi havia 228 famílies de les quals 80 eren unipersonals (34 homes vivint sols i 46 dones vivint soles), 76 parelles sense fills, 57 parelles amb fills i 15 famílies monoparentals amb fills.
La població ha evolucionat segons el següent gràfic:
Habitants censats

### Habitatges
El 2007 hi havia 285 habitatges, 226 eren l'habitatge principal de la família, 17 eren segones residències i 42 estaven desocupats. 185 eren cases i 99 eren apartaments. Dels 226 habitatges principals, 155 estaven ocupats pels seus propietaris, 66 estaven llogats i ocupats pels llogaters i 6 estaven cedits a títol gratuït; 1 tenia una cambra, 11 en tenien dues, 56 en tenien tres, 80 en tenien quatre i 78 en tenien cinc o més. 145 habitatges disposaven pel capbaix d'una plaça de pàrquing. A 121 habitatges hi havia un automòbil i a 79 n'hi havia dos o més.

### Piràmide de població
La piràmide de població per edats i sexe el 2009 era:
| Homes | Edats   | Dones |
| ----- | ------- | ----- |
| 0     | 95 o +  | 0     |
| 0     | 90 a 94 | 4     |
| 4     | 85 a 89 | 4     |
| 0     | 80 a 84 | 8     |
| 12    | 75 a 79 | 8     |
| 12    | 70 a 74 | 16    |
| 16    | 65 a 69 | 12    |
| 12    | 60 a 64 | 24    |
| 8     | 55 a 59 | 8     |
| 12    | 50 a 54 | 28    |
| 32    | 45 a 49 | 4     |
| 20    | 40 a 44 | 16    |
| 20    | 35 a 39 | 16    |
| 16    | 30 a 34 | 12    |
| 32    | 25 a 29 | 20    |
| 24    | 20 a 24 | 16    |
| 8     | 15 a 19 | 32    |
| 8     | 10 a 14 | 16    |
| 24    | 5 a 9   | 4     |
| 24    | 0 a 4   | 20    |

## Economia
El 2007 la població en edat de treballar era de 305 persones, 214 eren actives i 91 eren inactives. De les 214 persones actives 191 estaven ocupades (113 homes i 78 dones) i 23 estaven aturades (8 homes i 15 dones). De les 91 persones inactives 43 estaven jubilades, 19 estaven estudiant i 29 estaven classificades com a «altres inactius».

### Ingressos
El 2009 a Pont-Trambouze hi havia 229 unitats fiscals que integraven 513 persones, la mediana anual d'ingressos fiscals per persona era de 16.833 €.

### Activitats econòmiques
Dels 28 establiments que hi havia el 2007, 1 era d'una empresa alimentària, 1 d'una empresa de fabricació de material elèctric, 4 d'empreses de fabricació d'altres productes industrials, 5 d'empreses de construcció, 6 d'empreses de comerç i reparació d'automòbils, 1 d'una empresa de transport, 3 d'empreses d'hostatgeria i restauració, 1 d'una empresa immobiliària, 2 d'entitats de l'administració pública i 4 d'empreses classificades com a «altres activitats de serveis».
Dels 9 establiments de servei als particulars que hi havia el 2009, 1 era un taller de reparació d'automòbils i de material agrícola, 1 paleta, 3 fusteries, 1 electricista, 2 perruqueries i 1 restaurant.
Dels 2 establiments comercials que hi havia el 2009, 1 era una botiga de menys de 120 m² i 1 una fleca.
L'any 2000 a Pont-Trambouze hi havia 3 explotacions agrícoles.

## Equipaments sanitaris i escolars
El 2009 hi havia una escola elemental.

## Poblacions més properes
El següent diagrama mostra les poblacions més properes.